# Contarinia polygonati
Contarinia polygonati är en tvåvingeart som beskrevs av Rubsaamen 1921. Contarinia polygonati ingår i släktet Contarinia och familjen gallmyggor. Inga underarter finns listade i Catalogue of Life.